# Curraghmore House

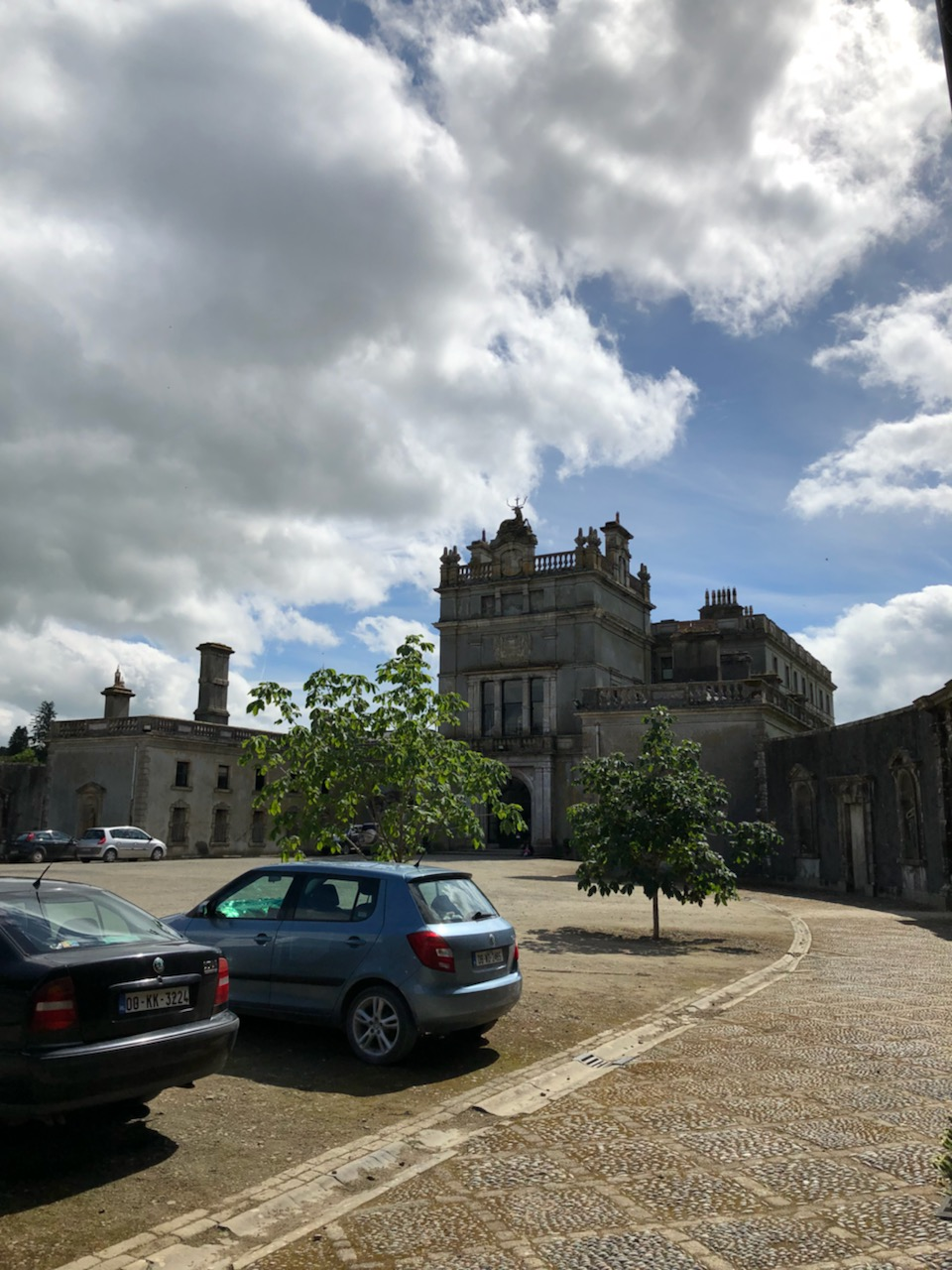
Frontfassade

Curraghmore House (irisch Teach an Churraigh Mhóir) ist ein Landschloss und Landhaus bei Portlaw im irischen County Waterford und Sitz der Marquesses of Waterford.

## Geschichte
Das Anwesen war Teil einer Landverlehnung 1177 an Sir Roger le Puher (oder Roger la Poer) durch König Heinrich II. nach der anglonormannischen Invasion von Wales.

### Familiengeschichte
Das Anwesen gehörte der Familie La Poer (oder Power) über 500 Jahre lang; die Familie wurde in dieser Zeit zu Baronen La Poer (1535), Viscounts Decies und Earls of Tyrone (1673) erhoben. Aber 1704 starb die männliche Linie der La Poers aus. Das Anwesen erbte Lady Catherine la Poer, die 1717 Marcus Beresford heiratete. Dieser wurde 1720 zum Baron Beresford und Viscount Tyrone erhoben und 1746 zum Earl of Tyrone. Der Familie Beresford-Power gehört das Anwesen bis heute. Der älteste Sohn des 1. Earls, George, wurde 1789 zum Marquess of Waterford erhoben. Der heutige Lord Waterford erbte diesen Titel nach dem Tod seines Vaters, des 8. Marquess im Februar 2015 und zog nach Curraghmore House.

### Baugeschichte
Man denkt, dass im 12. Jahrhundert an der Stelle des heutigen Landhauses eine Burg errichtet wurde, aber der Kern des heutigen Landhauses ist ein Tower House aus dem Mittelalter.
Dieses wurde 1700 um ein Haus mit Innenhof erweitert, das das Tower House an seiner Nordostecke mit einschloss. Ein Vorhof mit Stallungen wurde in den 1750er- oder 1760er-Jahren hinzugefügt und in den 1780er-Jahren wurde das Haus renoviert. Samuel Usher Roberts, einem Enkel des bekannten Architekten John Roberts, wird die Umbauung des Hauptblocks Ende des 19. Jahrhunderts zugeschrieben.

### Heute
Lord und Lady Waterford planen, das Anwesen als Touristenattraktion umzugestalten und machen das Haus regelmäßig öffentlich zugänglich. Gruppentouren durch die Paraderäume von Curraghmore House können nach vorheriger Vereinbarung durchgeführt werden.

## Beschreibung
Der Vorhof, den Fluchten von Nebengebäuden flankieren, gilt als beispiellos in Irland.
Das Anwesen von Curraghmore House umfasste einst 400 km². Es hatte Stallungen von 100 Pferde und beschäftigte 600 Angestellte. Die Familie liebte die Jagd so sehr, dass Familienmitglieder bei Reitunfällen ums Leben kamen. Die King John’s Bridge über den Fluss Clodiagh soll für den Besuch von König Johann Ohneland in Irland gebaut worden sein; es ist die älteste Brücke in Irland. Heute ist das Landhaus von etwa 1400 Hektar formeller Gärten und Weideland umgeben, die durch eine 22,4 km lange, 4,2 Meter hohe Mauer eingeschlossen sind. Dies macht Curraghmore zum größten und ältesten privaten Anwesen in Irland. Zu diesem Anwesen gehören auch einige Tausend Hektar Land außerhalb des Mauerrings.

## Galeriebilder

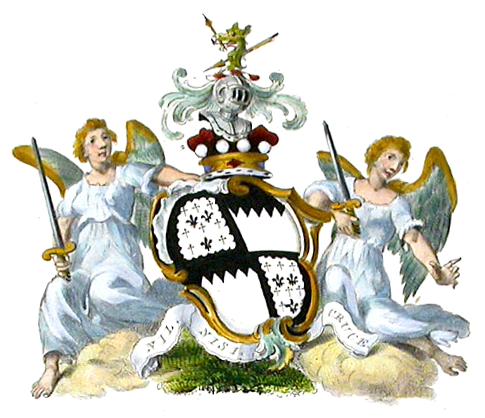
Wappen der Marquesses of Waterford
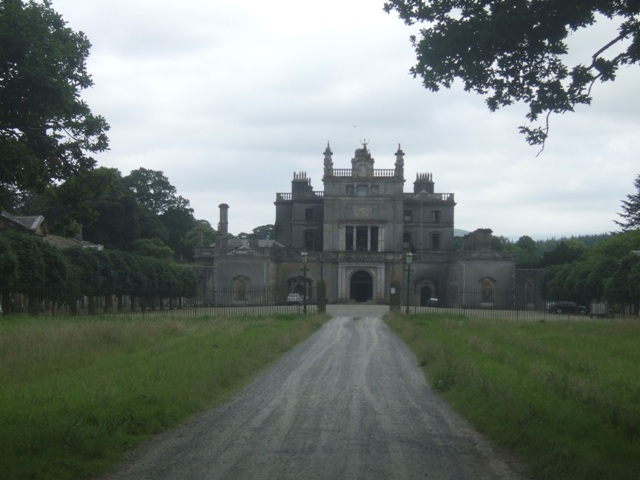
Gartenfassade
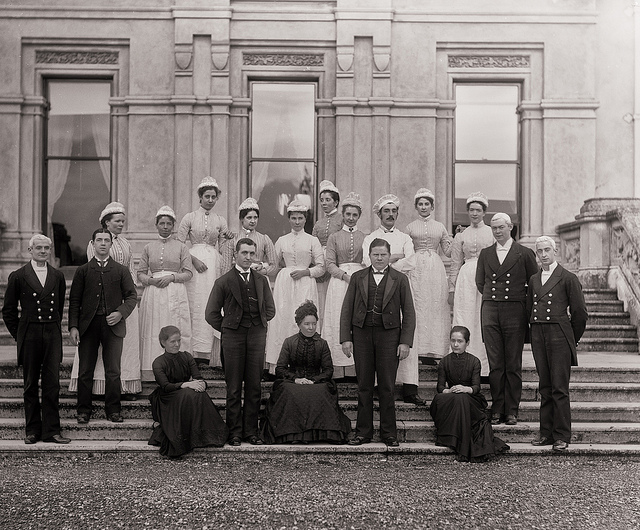
Belegschaft von Curraghmore House, um 1905